# Memorial Stadium
Memorial Stadium (lub The Memorial Ground) – stadion piłkarski, położony w Bristol (Anglia). Na co dzień gra tutaj zespół Bristol Rovers. Stadion ten został otwarty 24 września 1921 roku. W 2007 roku przeszedł renowację. Może on pomieścić 18 500 widzów.